# Hafnarfjörður
Hafnarfjörður (IJslands voor Havenfjord) is met zijn bijna 27.000 (2013) inwoners de op twee na grootste stad van IJsland. Enkel de hoofdstad Reykjavik en Kópavogur tellen meer inwoners. Hafnarfjörður ligt in het zuidwesten van IJsland op 10 kilometer afstand van Reykjavik aan de gelijknamige fjord, die in de Faxaflói uitmondt.

## Geschiedenis
| 1908 | 1.469  |
| 1910 | 1.547  |
| 1920 | 2.366  |
| 1930 | 3.591  |
| 1940 | 3.686  |
| 1950 | 5.087  |
| 1960 | 7.160  |
| 1970 | 9.696  |
| 1980 | 12.205 |
| 1990 | 15.151 |
| 2000 | 19.640 |
| 2008 | 25.107 |
| 2009 | 26.003 |

## Economie
Nabij Hafnarfjörður is een aluminiumsmelterij gevestigd van het Canadese bedrijf Alcan.

## Plaatselijk evenement
Jaarlijks wordt in Hafnarfjörður een Vikingfestival georganiseerd, waar bezoekers naar zwaardvechten kunnen kijken en Vikinghandwerk te koop is.

## Partnersteden
- Hämeenlinna (Finland)
- Tartu (Estland), sinds 1991
- Uppsala (Zweden)

## Bekende inwoners van Hafnarfjörður

### Geboren
- Jón Páll Sigmarsson (1960-1993), bodybuilder en powerlifter, viermaal Sterkste Man van de Wereld
- Ævar Örn Jósepsson (1963), auteur en radioprogrammamaker
- Stefán Karl Stefánsson (1975-2018), acteur
- Emil Hallfreðsson (1984), voetballer
- Guðrún Arnardóttir (1995), voetbalster
- Diljá Ýr Zomers (2001), voetbalster

### Woonachtig (elders geboren)
- Magnús Ver Magnússon (1963), powerlifter en viervoudig Sterkste Man van de Wereld

## Galerij

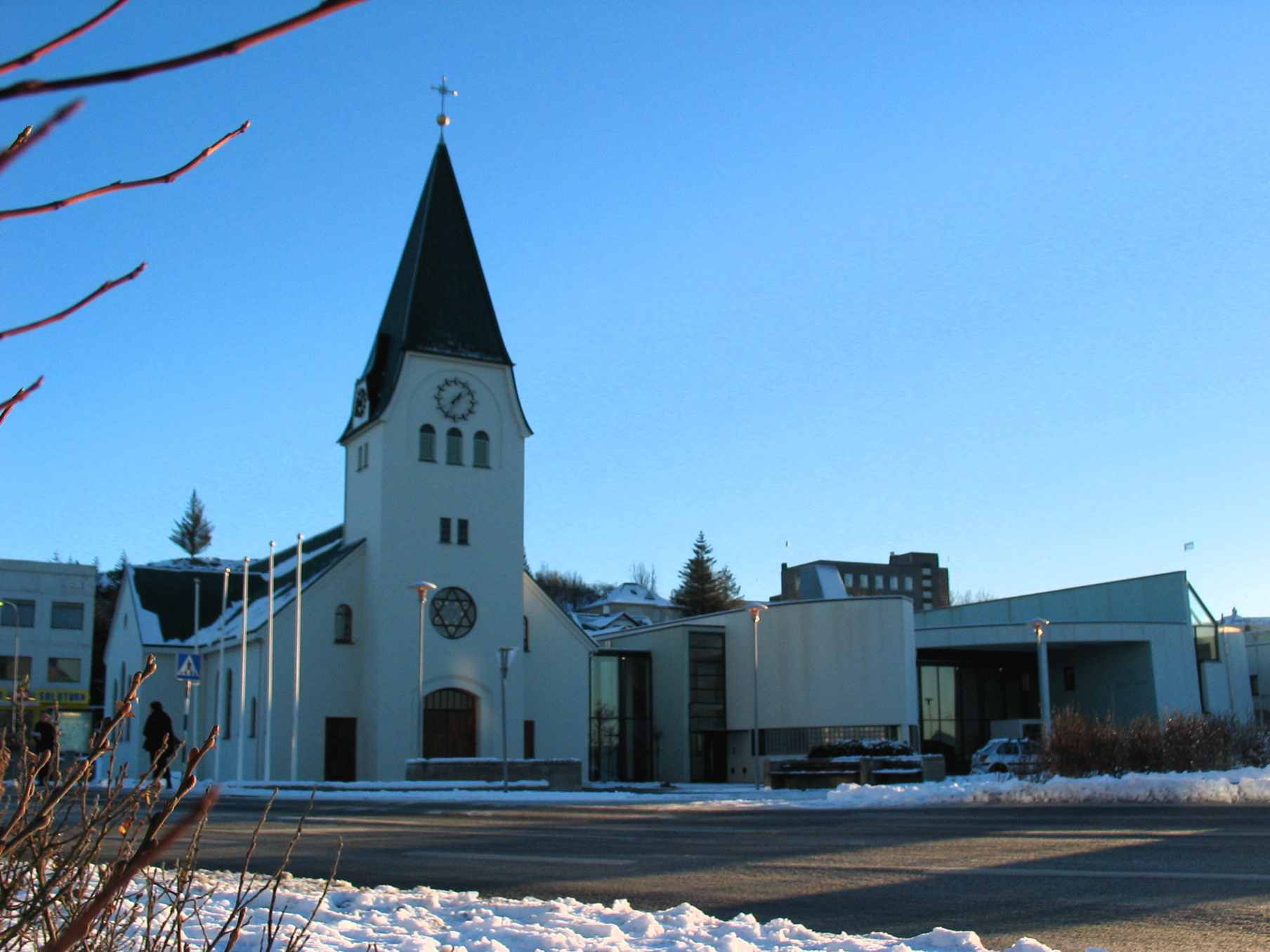
Kerk in Hafnarfjörður
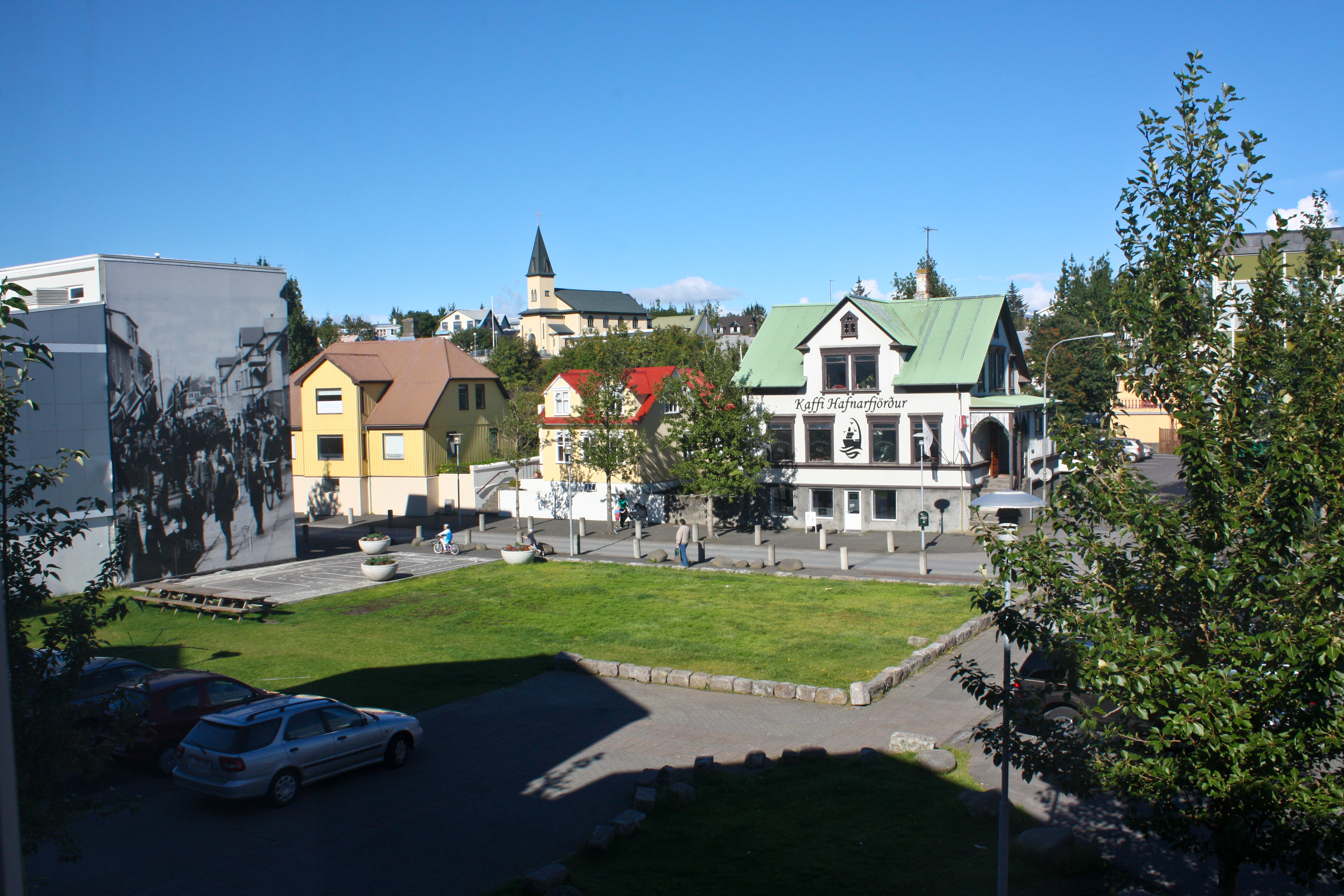
Centrum van Hafnarfjörður